# Copy

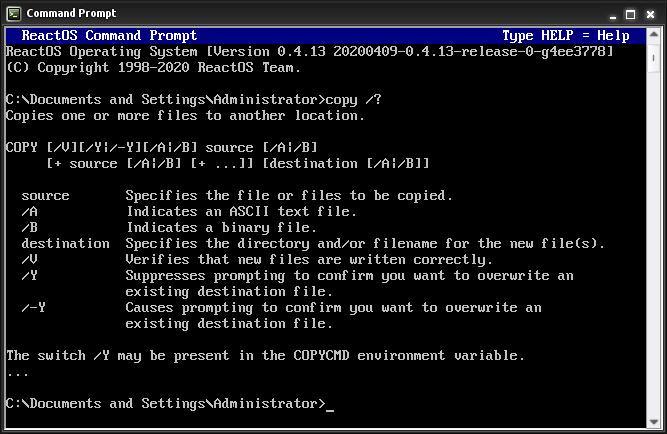
copy

Sous DOS et Windows, l’instruction copy saisie dans l’interpréteur de commandes copie un ou plusieurs fichiers d’un emplacement vers un autre. La commande équivalente sous Unix est cp.

La commande copy existe également dans le système d'exploitation IOS de Cisco.

## Exemples d'utilisation
- Sous IOS de Cisco :

copy source_à_copier destination_de_la_copie

adresse_de_la_destination

nom_du_fichier_à_destination